# Championnat d'Angleterre de football 1977-1978
Navigation
Édition précédente Édition suivante
La 79e édition du championnat d'Angleterre de football est remportée par Nottingham Forest. Le club de Nottingham crée la surprise en remportant le titre en tant que promu avec sept points d'avance sur le double tenant Liverpool FC.
Nottingham Forest se qualifie pour la Coupe des clubs champions en tant que champion d'Angleterre, Liverpool FC en tant que tenant du trophée. Ipswich Town, vainqueur de la coupe se qualifie pour la Coupe des vainqueurs de coupe. Everton FC, Manchester City, Arsenal FC et West Bromwich Albion se qualifient pour la Coupe UEFA au titre de leur classement en championnat.
Le système de promotion/relégation ne change pas : descente et montée automatique, sans matchs de barrage pour les trois derniers de première division et les trois premiers de deuxième division. À la fin de la saison West Ham United, Newcastle United et Leicester City, sont relégués en deuxième division. Ils sont remplacés par Bolton Wanderers, Southampton FC et Tottenham Hotspur.
L'attaquant anglais Bob Latchford, d'Everton FC, remporte le titre de meilleur buteur du championnat avec 30 réalisations. 

## Classement
|    | Équipe                  | Points | Joués | Victoires | Nuls | Défaites | Buts pour | Buts contre | +/- | Spectateurs |
| -- | ----------------------- | ------ | ----- | --------- | ---- | -------- | --------- | ----------- | --- | ----------- |
| 1  | Nottingham Forest       | 64     | 42    | 25        | 14   | 3        | 69        | 24          | 45  | 32 501      |
| 2  | Liverpool FC            | 57     | 42    | 24        | 9    | 9        | 65        | 34          | 31  | 45 546      |
| 3  | Everton FC              | 55     | 42    | 22        | 11   | 9        | 76        | 45          | 31  | 39 513      |
| 4  | Manchester City         | 52     | 42    | 20        | 12   | 10       | 74        | 51          | 23  | 41 687      |
| 5  | Arsenal FC              | 52     | 42    | 21        | 10   | 11       | 60        | 37          | 23  | 35 446      |
| 6  | West Bromwich Albion    | 50     | 42    | 18        | 14   | 10       | 62        | 53          | 9   | 24 126      |
| 7  | Coventry City           | 48     | 42    | 18        | 12   | 12       | 75        | 62          | 13  | 23 353      |
| 8  | Aston Villa             | 46     | 42    | 18        | 10   | 14       | 57        | 42          | 15  | 35 464      |
| 9  | Leeds United            | 46     | 42    | 18        | 10   | 14       | 63        | 53          | 10  | 29 186      |
| 10 | Manchester United       | 42     | 42    | 16        | 10   | 16       | 67        | 63          | 4   | 51 860      |
| 11 | Birmingham City         | 41     | 42    | 16        | 9    | 17       | 55        | 60          | -5  | 23 911      |
| 12 | Derby County            | 41     | 42    | 14        | 13   | 15       | 54        | 59          | -5  | 23 345      |
| 13 | Norwich City            | 40     | 42    | 11        | 18   | 13       | 52        | 66          | -14 | 19 366      |
| 14 | Middlesbrough FC        | 39     | 42    | 12        | 15   | 15       | 42        | 54          | -12 | 19 874      |
| 15 | Wolverhampton Wanderers | 36     | 42    | 12        | 12   | 18       | 51        | 64          | -13 | 22 311      |
| 16 | Chelsea FC              | 36     | 42    | 11        | 14   | 17       | 46        | 69          | -23 | 28 734      |
| 17 | Bristol City            | 35     | 42    | 11        | 13   | 18       | 49        | 53          | -4  | 23 357      |
| 18 | Ipswich Town            | 35     | 42    | 11        | 13   | 18       | 47        | 61          | -14 | 23 586      |
| 19 | Queens Park Rangers     | 33     | 42    | 9         | 15   | 18       | 47        | 64          | -17 | 19 941      |
| 20 | West Ham United         | 32     | 42    | 12        | 8    | 22       | 52        | 69          | -17 | 25 620      |
| 21 | Newcastle United        | 22     | 42    | 6         | 10   | 26       | 42        | 78          | -36 | 24 729      |
| 22 | Leicester City          | 22     | 42    | 5         | 12   | 25       | 26        | 70          | -44 | 17 768      |

## Meilleur buteur
Avec 30 buts, l'attaquant anglais d'Everton FC, Bob Latchford remporte son unique titre de meilleur buteur du championnat d'Angleterre.